# Kirsti Simonsuuri
Kirsti Katariina Simonsuuri, född 26 december 1945 i Helsingfors, död 29 juni 2019 i samma stad, var en finländsk litteraturvetare och författare. Hon var syster till genetikern Marja Simonsuuri-Sorsa och dotter till folkloristen Lauri Simonsuuri.
Simonsuuri disputerade 1977 i Cambridge på en avhandling om Homeros diktning. Hon har varit verksam bl.a. som biträdande professor i litteratur vid Uleåborgs universitet 1978–1981, direktör för Finlands Atheninstitut 1995–1998 och äldre forskare vid Finlands Akademi sedan 2000.
Simonsuuri hörde till de mest internationellt inriktade finländska litteraturvetarna, som bekänner sig till en europeisk kulturtradition med djupa rötter i den grekiska klassicismen. Hon har sysslat mycket med Homeros, men hennes essäistik formas även till en analys av dagens intellektuella strömningar på kontinenten. Om hennes kunskaper i grekisk tradition vittnar Ihmiset ja jumalat (1994, svensk översättning Gudar och människor, 1999) och Akropolis (1999). Till den franska filosofen Simone Weil anknyter hon i Paholaispoika (1986).
Därtill var Simonsuuri både lyriker och romanförfattare. Bland hennes främsta skönlitterära verk märks diktsamlingarna Murattikaide (1980) och Euroopan ryöstö (1984) samt romanerna Miehen muotokuva (1992) och Eläintarhahuvila yhdeksän (2002).